# Jenny Carlson
Jenny Carlson, folkbokförd Jenny Helen Karlsson, född 17 april 1995 i Säve församling i Göteborg, är en svensk handbollsspelare som spelar som mittnia i anfall.

## Klubbkarriär
I moderklubben Kärra blev hon  junior-SM-vinnare vilket är hennes främsta klubbmerit. 2014 började Jenny Carlson spela för Lugi HF. Då hade moderklubben Kärra HF tvingats lämna damelitserien. Hon stannade i 4 år i Lugi men efter 2018 lämnade hon för Ringköping i Danmark. I Lugi drabbades hon av en korsbandsskada 2015. Rehabiliteringen gick bra och 2016 var hon åter på planen. 
Ringköping blev bara en ettårig klubbadress och säsongen 2019-2020 spelade hon för Ålborg. Säsongen i Ringköping stördes av en kronisk tarmsjukdom som krävde operation och Ringköping åkte ur serien och då revs alla kontrakt med klubben. Även Ålborg åkte ut ur danska damehåndboldligaen och Jenny bytte klubb till Holstebro. I Holstebro tog karriären fart och Jenny imponerade som en av lagets bästa spelare. Hennes goda prestationer i danska ligan gjorde att hon blev aktuell för landslaget.
I februari 2022 stod det klart att Holstebro skulle åka ur högsta ligan inför nästa säsong, och samtidigt spelade Jenny sin sista match för Holstebro. Hon presenterades av franska Brest Bretagne den 1 mars för resten av säsongen. Hon skrev sedan på för ytterligare en säsong. 2024 skulle Jenny Csarlson bytt klubb till ŽRK Budućnost men klubben hamnade i ekonomiska svårigheter och det blev tyska klubben HB Ludwigsburg istället.

## Landslagskarriär
Carlson blev uttagen till landslaget inför OS-kvalet 2021. Den 18 juni 2021 blev hon uttagen i Sveriges trupp till OS 2020 i Tokyo.. Under OS-turneringen presterade hon under sina korta inhopp bra och var i semifinalen mot Frankrike en av Sveriges bästa spelare. Hon deltog även i VM 2021 som förstavalet som mittnia. Vid EM 2022 var hon en av de bättre i den svenska truppen och fick en trea i betyg av handbollskanalen.